# Governació de Qena
La governació de Qena (àrab: محافظة قنا, muẖāfaẓat Qinā) és una governació o muhàfadha d'Egipte que el 1994 va patir la separació de Luxor, que des d'aleshores té un estatut especial. Fins llavors s'anomenava governació de Qena-Luxor.
La capital és Qena, a 60 km al nord de Luxor.
La superfície és de 1.850,7 km².
La població, que era de 400.000 habitants el 1882 i de 711.457 habitants el 1897, va superar els 800.000 al final de la primera guerra mundial, però fins al 1955 no va superar el milió. El 1960 eren 1.350.000 habitants, 1.550.000 el 1970, 1.800.000 el 1980 i 2.500.000 el 1990. La població va quedar estancada el 1995 quan va deixar de comptabilitzar-s'hi Al-Uqsur (Luxor). El 1999 eren 1.275.000 i el 2004 va passar a 1.850.000 habitants.
La província estava dividida fins al 1994 en set districtes (markaz) que foren: 
- Dishna
- Isna
- Kuna
- Kusayr
- Kus
- Luxor (Luksur)
- Najd Hamadi